# 叶堂
叶堂（？—？），字广明，一字广平，号怀庭，清乾隆時昆曲家，苏州人。發展出“叶派唱口”，為當時昆曲家所宗，著有《纳书楹曲谱》（1792年）。钮匪石繼承了他的風格，号称“第一弟子”。钮匪石之後又傳給集秀班的名旦金德辉。葉堂的再傳弟子韩华卿則是俞粟庐的師傅。

## 藝術特色
叶堂的譜子主要以《九宫大成》为本。吴梅《九宫大成南北词宫谱序》說：“往昔吾乡叶怀庭先生作《纳书楹曲谱》，四声清浊之异宜，分析至当，识者谓宋以后一人，实皆依据此书也。”晚年精研冷板清曲，但影響不大。

## 外部連接
- 《纳书楹曲谱》（页面存档备份，存于），蘇州戲曲博物館